# Maria Rosa Candido
Maria Rosa Candido (Auronzo di Cadore, 10 febbraio 1967 – Silandro, 18 ottobre 1993) è stata una pattinatrice di short track italiana.

## Carriera
Ai XV Giochi olimpici invernali di Calgary 1988, Maria Rosa Candido conquistò la medaglia di bronzo sui 3000m di short track, e assieme alle compagne di squadre Cristina Sciolla, Gabriella Monteduro e Barbara Mussio, la medaglia d'oro nella staffetta 3000 m di short track. Lo short track, specialità del pattinaggio su ghiaccio, allora fu ammesso per la prima volta alle olimpiadi invernali come sport dimostrativo.
Con le stesse compagne, l'anno prima aveva ottenuto il bronzo nella staffetta 3000m ai Campionati mondiali di Montréal. Anche ai Campionati mondiali di Sydney conquistò la medaglia di bronzo assieme a Cristina Sciolla, Gabriella Monteduro e Ketty La Torre, sempre nella staffetta 3000m di short track.
Ai campionati mondiali di Budapest (1993) vinse il titolo mondiale, assieme alle compagne Mara Urbani, Marinella Canclini, Katia Colturi e Katia Mosconi nella specialità a squadre dello short track.

## Morte
Mentre si preparava per le Olimpiadi invernali 1994 di Lillehammer, morì all'età di 26 anni nell'ottobre 1993, insieme alla giovane promettente Lori Vecelio, sotto un tronco d'albero caduto da un camion

## Palmarès

### Olimpiadi
- 1 oro (staffetta 3000m femminile a Calgary 1988)
- 1 bronzo (3000m femminile a Calgary 1988)

### Mondiali
- 1 bronzo (staffetta 3000m femminile a Montréal 1987)
- 1 bronzo (staffetta 3000m femminile a Sydney 1991)
- 1 oro (a squadre femminile a Budapest 1993)